# Typhochrestus hispaniensis
Typhochrestus hispaniensis är en spindelart som beskrevs av Jörg Wunderlich 1995. Typhochrestus hispaniensis ingår i släktet Typhochrestus och familjen täckvävarspindlar.
Artens utbredningsområde är Spanien. Inga underarter finns listade i Catalogue of Life.